# نورلئوسین
نورلئوسین (به انگلیسی: Norleucine) یک ترکیب شیمیایی با شناسه پاب‌کم ۹۴۷۵ است. 